# Takarivier
De Takarivier is een rivier in de Zweedse provincie Norrbottens län. De rivier is meer dan 28 kilometer lang. De rivier heeft vele namen in dit onbewoond gebied. Het heeft als zodanig ook diverse beginpunten:
- Veneauhtonjoki begint het meest noordelijk
- Vanhajoki fungeert als een bypass van bovenstaande rivier
- Mustaoja, een voortzetting van de eerste rivier na een meer
- Ylijoki als alles weer bij elkaar komt.

De Takarivier is een van de rivieren die later de Puostirivier vormt.